# Ecuación de Whitham
En la física matemática, la ecuación de Whitham es un modelo no local para las ondas  dispersivas  no lineales.
La ecuación se expresa como sigue:
{\displaystyle {\frac {\partial \eta }{\partial t}}+\alpha \eta {\frac {\partial \eta }{\partial x}}+\int _{-\infty }^{+\infty }K(x-\xi )\,{\frac {\partial \eta (\xi ,t)}{\partial \xi }}\,{\text{d}}\xi =0.}
Esta ecuación integro-diferencial para la variable oscilatoria η(x,t) lleva el nombre de Gerald Whitham que la introdujo como modelo para estudiar la ruptura de las ondas de agua dispersivas no lineales en 1967. Recientemente se ha comprobado la ruptura de las ondas -soluciones limitadas con derivadas sin límites- para la ecuación de Whitham.
Para una cierta elección del núcleo K(x − ξ) se convierte en la ecuación de Fornberg-Whitham.

## Ondas de agua
Utilizando la transformada de Fourier (y su inversa), con respecto a la coordenada espacial x y en términos del número de onda k:
- Para las  ondas de gravedad superficiales, la velocidad de fase c(k) en función del número de onda k se toma como:[4]

{\displaystyle c_{\text{ww}}(k)={\sqrt {{\frac {g}{k}}\,\tanh(kh)}},}   while   {\displaystyle \alpha _{\text{ww}}={\frac {3}{2}}{\sqrt {\frac {g}{h}}},}
con g la gravedad de la Tierra y h la profundidad media del agua. La Transformada integral asociada Kww(s) es, usando la transformación inversa de Fourier:
{\displaystyle K_{\text{ww}}(s)={\frac {1}{2\pi }}\int _{-\infty }^{+\infty }c_{\text{ww}}(k)\,{\text{e}}^{iks}\,{\text{d}}k={\frac {1}{2\pi }}\int _{-\infty }^{+\infty }c_{\text{ww}}(k)\,\cos(ks)\,{\text{d}}k,}
ya que cww es una función uniforme del número de olas k.
- La ecuación de Korteweg-de Vries (ecuación de KdV) sale al retener los dos primeros términos de una expansión en serie de cww(k ) para onda largas con kh ≪ 1:[4]

{\displaystyle c_{\text{kdv}}(k)={\sqrt {gh}}\left(1-{\frac {1}{6}}k^{2}h^{2}\right),}   {\displaystyle K_{\text{kdv}}(s)={\sqrt {gh}}\left(\delta (s)+{\frac {1}{6}}h^{2}\,\delta ^{\prime \prime }(s)\right),}   {\displaystyle \alpha _{\text{kdv}}={\frac {3}{2}}{\sqrt {\frac {g}{h}}},}
siendo δ(s) la función Delta de Dirac
- Bengt Fornberg y Gerald Whitham estudiaron el núcleo "K" fw(s),  adimensionalizada usando g y h:[6]

{\displaystyle K_{\text{fw}}(s)={\frac {1}{2}}\nu {\text{e}}^{-\nu |s|}}   and   {\displaystyle c_{\text{fw}}={\frac {\nu ^{2}}{\nu ^{2}+k^{2}}},}   with   {\displaystyle \alpha _{\text{fw}}={\frac {3}{2}}.}
La ecuación integro-diferencial resultante puede reducirse a la ecuación diferencial parcial conocida como la ecuación de Fornberg-Whitham:
{\displaystyle \left({\frac {\partial ^{2}}{\partial x^{2}}}-\nu ^{2}\right)\left({\frac {\partial \eta }{\partial t}}+{\frac {3}{2}}\,\eta \,{\frac {\partial \eta }{\partial x}}\right)+{\frac {\partial \eta }{\partial x}}=0.}
Esta ecuación se muestra para permitir soluciones peakon, donde peakon o «solitón pico» es un solitón con primera derivada discontinua —como modelo para las ondas de altura límite— así como la ocurrencia de rupturas de onda como es el caso de la onda de choque, ausentes por ejemplo en las soluciones de la ecuación de Korteweg-de Vries.